# 19081 Mravinskij
19081 Mravinskij (1973 SX2) là một tiểu hành tinh vành đai chính được phát hiện ngày 22 tháng 9 năm 1973 bởi N. S. Chernykh ở Đài vật lý thiên văn Crimean.